# 엔도 유리카
엔도 유리카(일본어: 遠藤 ゆりか えんどう ゆりか[*])는 일본의 전 여성 성우 겸 가수. 1994년 6월 24일 출생. 도쿄도 출신.

## 주요 출연작

### 애니메이션
- 다이아몬드 에이스 - 요시카와 하루노
- 애니로 배우는 심신의학 - 칸고시 아스나
- 괴수 걸즈 ~울트라 괴수 의인화 계획~ - 윈담/시로가네 레이카
- 사쿠라 트릭 - 사카이 리나
- Z/X IGNITION - 미카게 아이나
- 천사의 3P! - 모미지다니 노조미
- 마지모지 루루모 - 쿠지라이 타나코
- 유우키 유우나는 용사다 - 여학생
- DAYS - 풋살 참가자
- 히나코 노트 - 해변의 여학생
- BanG Dream! - 이마이 리사

### 게임
- 8월의 신데렐라나인 - 쿠라시키 마이코
- 드리프트 걸즈(일본어판) - 선영
- 실황 파워풀 프로야구(모바일) - 카타기리 렌
- 얼터너티브 걸즈 - 미즈시마 아이리
- 추방선거 - 호시 이치카
- 푸른 뇌정 건볼트 爪 - RoRo
- 프로젝트 도쿄 돌즈 - 야마다
- BanG Dream! 걸즈 밴드 파티 - 이마이 리사

## 음반
| #   | 발매일     | 제목                         |
| --- | ---------- | ---------------------------- |
| 1st | 2014.02.05 | モノクロームオーバードライブ |
| 2nd | 2014.08.06 | ふたりのクロノスタシス       |
| 3rd | 2017.04.26 | Melody and Flower            |